# Issirac
Issirac là một xã trong tỉnh Gard thuộc vùng Occitanie, phía nam nước Pháp. Xã Issirac nằm ở khu vực có độ cao trung bình 286 mét trên mực nước biển.